# مسجد إمام حسن دهدق
مسجد إمام حسن دهدق هو مسجد تاريخي يعود إلى عصر السلالة الصفوية، ويقع في دهدق